# Tripura Ganatantrik Manch
Tripura Ganatantrik Manch ("Tripuras demokratiska plattform") är ett politiskt parti i Tripura i Indien. TGM bildades i april 2001 av Ajoy Biswas (tidigare Lok Sabha-ledamot för CPI(M)) och Amal Dasgupta (före detta ordförande för Agartala Municipal Council). Biswas hade tidigare bildat Janganotantrik Morcha ("Folkets demokratiska front"). TGM var motståndare till CPI(M):s Left Front-regering i delstaten.
TGM utvecklade samarbete med Saifuddin Chaudhurys Party of Democratic Socialism. Det kan vara så att TGM gått samman med PDS.